# Marco Stiepermann
Marco Stiepermann (Dortmund, 1991. február 9. –) német labdarúgó, a Greuther Fürth csatára.